# Бюхелер, Франц
Франц Бюхелер (3 июня 1837—3 мая 1908) — немецкий филолог-классик.

## Биография
Родился 3 июня 1837 года в семье мирового судьи Антона Бюхелера и его жены Доротеи, урожденной Хебестрайт.
После посещения начальной школы и латинской школы, которой руководил капеллан Йозеф Крумпе, осенью 1848 года поступил в гимназию в Эссене, которую окончил осенью 1852 года. Затем изучал в филологию в Боннском университете, где особенное влияние на него оказал Фридрих Ричль. Уже в марте 1856 года, в возрасте 19 лет, защитил докторскую диссертацию, посвящённую вопросам латинского правописания эпохи императора Клавдия. Во время обучения в Бонне Бюхелер основал Филологическое общество с несколькими однокурсниками (включая его давнего друга Германа Узенера), которое в последующие годы переросло в так называемый Боннский кружок, в который входили студенты всех факультетов. Одновременно, Бюхелер был секретарём в университетской библиотеке.
Сдав «учительский» экзамен стал преподавать в королевской гимназии в Бонне; в 1858 году получил хабилитацию и, по рекомендации Ричль, получил должность экстраординарного профессора во Фрайбургском университете. С 1866 года — ординарный профессор классической филологии, с 1866 — в Грайфсвальдском университете. В 1870 году вернулся в Боннский университет, где преподавал до 1906 года. В 1878/79 учебном году он занимал пост ректора университета.
В 1878 году он стал соредактором журнала Rheinisches Museum für Philologie.
В числе его учеников был Эдуард Норден.
Был членом многих академий наук: Гёттингенской, Австрийской, Нидерландской королевской, Прусской, Баварской, Академии деи Линчеи; член-корреспондент Петербургской академии наук с 13 декабря 1886 года по историко-филологическому отделению (разряд классической филологии).
Умер 3 мая 1908 года.

## Труды
- Издания Петрония (Берлин, 1862) и других классических писателей,
- «Grundriss der lat. Deklination» (Лейпциг, 1866),
- комментарии умбрийских литературных памятников — «Umbrica» (Бонн, 1883).
- Под редакцией Бюхелера выходил «Rheinisches Museum».